# Cheval oriental

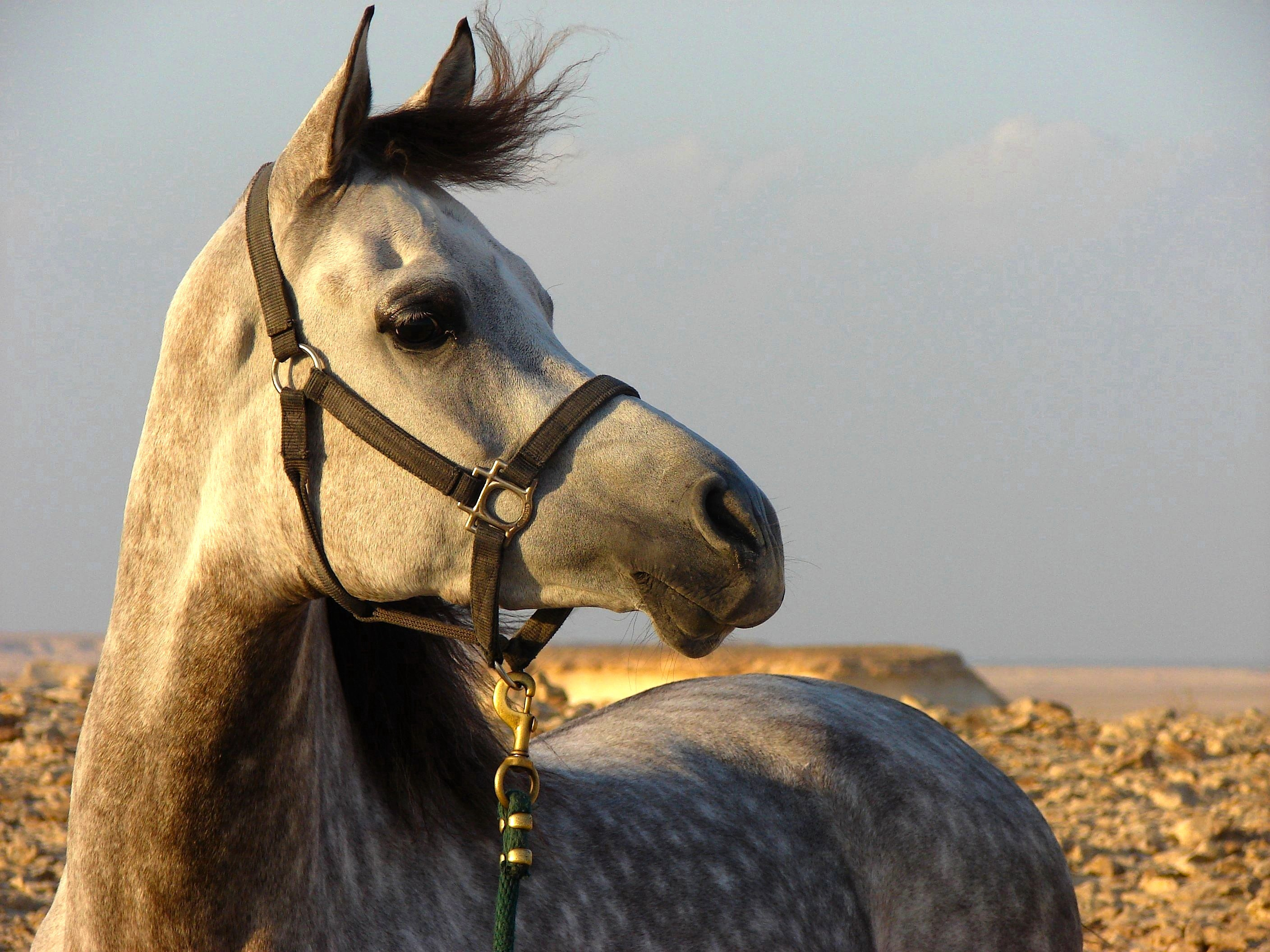
L'Arabe (ici, au Qatar) est le plus connu des chevaux orientaux.

Un cheval oriental est un cheval appartenant à une race dotée d'un type fin et léger, souvent originaire du Moyen-Orient et de l'Afrique du Nord. Bien que le concept de cheval oriental soit à l'origine mal défini, des races telles que l'Arabe, l'Akhal-Teké et le Karabakh y sont souvent rattachées. 
Le cheval oriental est décrit comme plus fin et raffiné que les autres types de chevaux, tout en possédant une grande endurance. Ces races, parfois confondues avec la notion de « cheval à sang chaud », sont réputées pour leur intelligence. Athlétiques et polyvalentes, elles apprennent rapidement. Élevés pour leur agilité et leur vitesse, les chevaux orientaux sont le plus souvent considérés comme vifs et audacieux.

## Définition
La notion de « cheval oriental » regroupe un grand nombre de races de chevaux légères et fines destinées à la selle, issues de pays variés généralement situés dans le sud, entre autres dans l'Afrique du Nord, l'Arabie, la Turquie et le Kurdistan.
D'après CAB International (2016), les races de chevaux rattachées au groupe oriental ont souvent été mal décrites à l'origine. En décembre 1862, l'ingénieur géographe militaire français Émile Duhousset cite, parmi les races de chevaux appartenant à ce groupe, l'Arabe, les chevaux d'Iran (Caspien, Tchenaran, Arabe persan et cheval du plateau persan), les chevaux égyptiens, le Karabakh, le Kurde, et le Turkoman. CAB International ajoute à cette liste le Barbe, et cite l'existence d'une controverse quant à la question de savoir si les chevaux ibériques (Pure race espagnole et Lusitanien) relèvent ou non du groupe du cheval oriental. Il est possible d'adjoindre à cette liste les races proches de l'Arabe (Shagya, Tersk...), l'Akhal-Teké, le Jomud, et le Karabaïr.
Il existe une confusion et un recoupement entre la notion de cheval à sang chaud et celle de cheval oriental. Lady Anne Blunt, qui confond les deux, estime que ce groupe de races de chevaux constitue une sous-espèce à part entière avant la domestication du cheval, et serait à l'origine de toutes les autres races décrites comme « à sang chaud », dont l'Arabe.

## Histoire

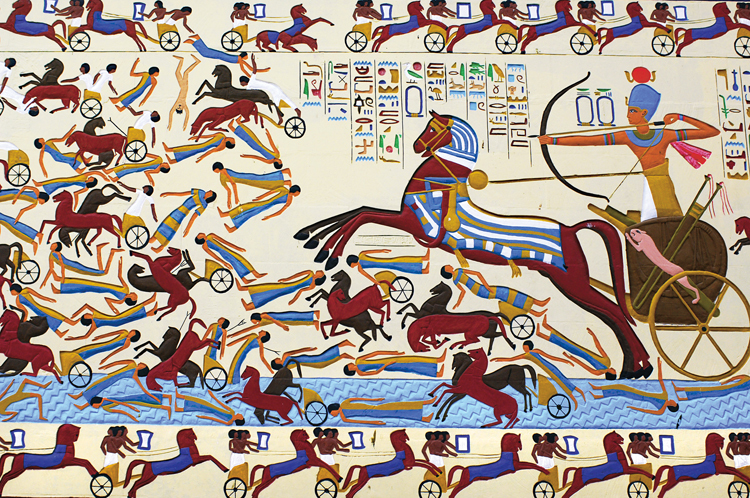
Les Hyksos de l’Égypte antique conduisaient des chariots vraisemblablement tractés par des chevaux orientaux.

Le cheval oriental originel a certainement gagné l'ouest de l'Asie et s'est adapté au climat chaud et sec de la région. Il est l'ancêtre supposé de toutes les races orientales modernes,. Quoi qu'il en soit, ces chevaux ne sont vraisemblablement pas originaires de la péninsule arabique puisque les auteurs antiques gréco-romains (Strabon, Diodore de Sicile, Hérodote...) ne signalent que des chameaux et aucun cheval dans la région avant le IVe siècle. Par contre, le Caspien des bords de la mer Caspienne, dans l'actuel Iran, a été décrit comme l'une des plus anciennes races qui soient au monde, avec 4 000 ans d'ancienneté.
Au fil des siècles, les éleveurs européens importent des chevaux du Moyen-Orient et d'Afrique du Nord pour améliorer les caractéristiques des animaux destinés aux courses et à la cavalerie légère. Les races Arabes, et probablement Barbe et Turkoman, ont joué un rôle significatif dans la naissance du Pur-sang. Une analyse d'ADN mitochondrial (mtDNA) chez le cheval Andalou a montré une étroite parenté avec le Barbe. La quasi-totalité des autres races légères et des chevaux dits « warmblood » ont des ancêtres orientaux, habituellement Arabes.

## Taxonomie
La classification historique basée sur le phénotype des premiers chevaux domestiqués, soit le corps et la conformation avant la disponibilité des études ADN pour la recherche, a suggéré l'existence d'environ quatre types de chevaux sauvages adaptés à leur environnement avant la domestication par l'homme. Depuis, cette étude a été remplacée par des études de génétique modernes. Dans cette théorie des quatre lignées fondatrices, certains chercheurs voient des sous-espèces du cheval, d'autres suggèrent des manifestations physiquement différentes de la même espèce. Ce qui fait du cheval oriental une sous-espèce potentielle du cheval domestique.
Une autre théorie du même type suggère en effet que le cheval oriental est une espèce ou sous-espèce distincte (proposée comme Equus agilis bien que la taxonomie moderne n'aie pas tranché le débat). Les études génétiques récentes pointent toutes un nombre restreint d'étalons domestiqués, et un grand nombre de juments domestiquées, avec des réapprovisionnements réguliers des élevages domestiques en juments sauvages. Par conséquent, les différents types morphologiques de chevaux sont soit des races naturelles, soit des résultats de l'élevage sélectif.

## Description
D'après CAB International, la taille d'un cheval oriental peut s'échelonner de 1,12 m à 1,62 m.
Le cheval oriental originel est probablement un grand, fin et agile animal. Ces chevaux sont tous caractérisés par leur peau fine, leurs longues jambes fines, et leur physique plus raffiné que les autres types de chevaux, tout en possédant une grande endurance. 